# 秋山登 (映画評論家)
秋山 登（あきやま のぼる、1938年 - ）は映画評論家。

## 経歴
1938年生まれ。慶應義塾大学卒業。元朝日新聞編集委員。2024年現在、朝日新聞に映画批評を掲載しているほか月刊誌のHanada（飛鳥新社）でも「今月のこの1本」のタイトルで連載中である。かっては、映画雑誌のFlix（ビジネス社）にも映画批評を掲載していた。また、日刊スポーツ映画大賞・石原裕次郎賞の選考委員も務めている。